# 武蔵野三大湧水池
武蔵野三大湧水池（むさしのさんだいゆうすいち）は東京都にある湧水池のうち特に大きく有名な三つの池。すなわち、
- 石神井公園の三宝寺池（さんぽうじいけ）（練馬区）
- 善福寺公園の善福寺池（ぜんぷくじいけ）（杉並区）
- 井の頭恩賜公園の井の頭池（いのかしらいけ）（武蔵野市／三鷹市）

の3池である。
いずれも武蔵野台地東縁の標高50m付近の崖線から湧く湧水によって形成された。しかし三か所とも1960年代末期から1970年代初頭にかけて湧水が涸れてしまい、現在は深井戸からの揚水によって賄われている。
出典
1. ↑  地形・地質情報ポータルサイト 東京都：武蔵野台地の湧水（三宝寺池・善福寺池・井の頭池）（2023年10月 再々編集）- 2025年7月31日閲覧
2. ↑  平田英二（2016年6月30）【寄稿】武蔵野三大湧水と50ｍ崖線（がいせん） NPO法人雨水市民の会 - 2025年7月31日閲覧